# Oued Chorfa
Oued Chorfa (în arabă وادى الشرفاء) este o comună din provincia Aïn Defla, Algeria.
Populația comunei este de 13.353 de locuitori (2008).